# Rakovina ledvin
Rakovina ledvin je zhoubné nádorové onemocnění, které je z velké většiny cca 75 % představováno nejrozšířenějším ledvinovým tumorem – běžným (konvenčním) renálním karcinomem, který vyrůstá z buněk výstelky ledvinných kanálků. Objevuje se nejčastěji u lidí ve věku po čtyřicítce a muže postihuje dvakrát častěji než ženy.
Není přesně známo, proč nádor vzniká. Uvažuje se mimo jiné i o možnosti maligního zvratu původně neškodných zmnožení buněk v ledvině. Jisté je, že ke zvýšenému riziku jeho vzniku přispívají určité rizikové faktory.
Běžný (konvenční) renální karcinom může růst v kterékoliv části ledviny, ale pokud roste spíše v horní půli a prorůstá již mimo ledvinu, považuje se za závažnější a nebezpečnější. Je to nádor okrové barvy, na řezu obsahuje četné prokrvácené okrsky a rozpadové dutinky s krevními sraženinami. Nádor má kolem sebe také nepravé pouzdro složené ze stlačené tkáně ledviny, vazivových struktur a zánětlivých buněk.

## Rizikové faktory
Následující rizikové faktory jsou spojeny s větší pravděpodobností karcinomu ledvin:
- Kouření – zvyšuje riziko dvojnásobně.
- Obezita.
- Vysoký krevní tlak.
- Dlouhodobá dialýza – dialýza se používá při léčbě lidí s velmi špatnou funkcí ledvin. Očišťuje krev od zplodin metabolismu. Pokud však trvá dialyzační léčba několik let, zvyšuje se z neznámých důvodů riziko nádoru.
- Pohlaví – karcinom ledvin je u mužů přibližně dvakrát častější než u žen.
- Zaměstnání – lidé, kteří přicházejí pracovně do styku s chemickými látkami, jež jsou toxické pro ledviny, mají opět vyšší riziko nádoru ledvin. Jedná se především o pracovníky v ocelárnách a železárnách.
- Genetické riziko – u pacientů se vzácnou chorobou, která se nazývá Von Hippel-Lindauův syndrom a je způsobena poruchou genu VHL, je riziko nádoru ledvin mnohem vyšší. Příbuzní těchto pacientů jsou vždy vyšetřeni na přítomnost poruchy genu. Pokud je u nich objevena, jsou pak pravidelně sledováni, aby mohl být případný nádor odhalen včas.

### Růst renálních nádorů
Nádory ledvin zřejmě začínají vyrůstat z jedné zvrhlé buňky v ledvinných kanálcích. Buňky se nejprve dělí pomalu, ale čím jsou pokročilejší, tím rychleji se dělí. Po 20 buněčných děleních obsahuje nádor přibližně milion buněk, což odpovídá uzlíku o velikosti jednoho milimetru. Po dalších přibližně deseti dělicích cyklech se hmota zvětší na uzlík o průměru přibližně jeden centimetr. Pokud by nádor prošel ještě dalšími deseti cykly dělení, vážil by přibližně jeden kilogram. S nádorem takové velikosti se však již nedá žít.
Nejmenší nádory odhalitelné zobrazovacími a jinými diagnostickými metodami obsahují nejméně jeden gram buněk. I nejčasněji diagnostikované nádory jsou tedy již velmi pokročilé a veškerá onkologická léčba se odehrává teprve v poslední čtvrtině či pětině života nádoru.
Nádory mohou prorůstat do okolí ledviny – nejčastěji pak do nadledviny, ledvinného pouzdra a do cév, které ledvinu zásobují krví. Nepříjemnou komplikací je růst nádoru uvnitř žilního systému, který pokračuje přes ledvinnou žílu do dolní duté žíly a přes ni až do srdce.

## Příznaky
Nádory ledvin se většinou projevují nespecifickými příznaky. To jsou obecné obtíže, které se mohou vyskytnout i u jiných chorob. Je proto těžké usuzovat z nich na přítomnost nádoru. Navíc jen málokdo z těch, jež některý z těchto příznaků trápí, opravdu má nádor ledvin. Důležitá je spíše jejich kombinace.
Nejčastější příznaky u nádoru ledvin:
- krev v moči (rezavá až tmavě rudá barva moči)
- bolest v oblasti boku či zad, která nepřechází
- hmatné zvětšení ledviny při pohmatovém vyšetření břicha
- ztráta váhy
- horečka
- pocit únavy
- nechutenství
- slabost
- noční pocení

## Diagnóza
- Prohlídka lékařem spojená s vyšetřením břicha a boků.
- Vyšetření moči cílené zejména na přítomnost krve a dalších známek choroby.
- Vyšetření krve cílené na funkci ledvin. Zvýšení hladin určitých látek v krvi ukazuje, že ledviny nejsou schopné dostatečně čistit krev. Příčinou jejich snížené funkce může být právě nádor.
- Vylučovací urografie – nádor se zobrazuje jako porucha rozložení kontrastní látky v postižené ledvině.
- CT – nádor je vidět jako cizorodá hmota v ledvině.
- Ultrazvuk – při tomto vyšetření je také možno nádor objevit.
- Biopsie – v případě nádorů ledvin je snaha provést biopsii dutou jehlou přes kůži nemocného.

## Léčba

### Odstranění ledviny
Léčba nádorů ledvin spočívá zejména v nefrektomii – chirurgickém odstranění postižené ledviny. Prakticky vždy se odstraňuje ledvina celá, často ještě s určitým lemem okolní tkáně. Kolem nádoru by mělo být odstraněno ještě nejméně půl centimetru zdravé tkáně, protože prostým okem není poznat, kam až přesně zasahují nádorové buňky.
Součástí operace je i odstranění uzlin v blízkosti ledviny, protože mohou obsahovat nádorové buňky a později posloužit jako zdroj nového bujení.

### Arteriální embolizace
Lékař zavede katétr (úzkou hadičku) přes vpich na noze až do ledvinné cévy. Tato céva se pak ucpe pomocí látky, kterou lékař do cévy vstříkne. To vede ke zmenšení hmoty nádoru. Tato metoda se používá buď před operací, aby se menší nádor snadněji odstraňoval, nebo také u pokročilých nádorů, které odoperovat nejdou. Pak je cílem nádor zmenšit a ulevit pacientovi od nepříjemných příznaků.

### Radioterapie
Ozařování působí na nádor ledviny jen málo, a proto se používá jen v ojedinělých případech.

### Chemoterapie
Chemoterapie na nádor ledviny příliš neúčinkuje – nádor ledviny je vůči chemoterapii ze všech nádorů nejvíce odolný. V současnosti probíhá intenzivní výzkum, který zkouší nové látky či nové kombinace již dříve známých cytostatik.

### Biologická léčba
Biologická terapie se u nádorů ledvin používá zejména při pokročilých onemocněních a po chirurgické léčbě. V současnosti se používají hlavně dvě látky:
- interferon alfa – přirozená molekula, která vybudí vlastní obranyschopnost k reakci vůči rakovinným buňkám; tělo ji normálně vyrábí v malém množství, ale v tomto případě se dodá zvenčí ve velkém množství;
- sunitinib – protilátka, která narušuje činnost důležitých enzymů v nádorových buňkách.

Výhodou této terapie je schopnost cíleně útočit na nádorové buňky kdekoliv v organismu. Biologická léčba tedy ničí metastázy, což je pro pacienty s pokročilými stadii choroby velice důležité.